# NGC 5223
NGC 5223 (również PGC 47822 lub UGC 8553) – galaktyka eliptyczna (E), znajdująca się w gwiazdozbiorze Psów Gończych. Odkrył ją William Herschel 1 maja 1785 roku.